# Daniel Gallegos
Daniel Gallegos Troyo (San José, 1930 - 2018) fue un dramaturgo, escritor , abogado y costarricense. Es considerado uno de los principales propulsores del teatro costarricense, sobre todo a partir de la década de 1970. Ha sido reconocido como uno de los grandes dramaturgos del teatro nacional durante la época contemporánea. Fue ganador del Premio Nacional Aquileo J. Echeverría de Novela en 1994 y se le otorgó el Premio Nacional de Cultura Magón, máximo galardón de la cultura nacional, en 1998.

## Biografía
Nació en San José, Costa Rica, en 1930, luego de lo cual viajó a los Estados Unidos, donde vivió su adolescencia. Regresó al país en 1951, donde ingresó en la Universidad de Costa Rica para cursar la carrera de Derecho, de la que se graduó como abogado en 1957. Realizó un postgrado en la Universidad de Nueva York. En esta ciudad estuvo en contacto con el teatro, por lo que decidió seguir este arte como vocación. Participó como dramaturgo, director y actor en importantes centros de teatro en Londres, Nueva York, París y México, teniendo contacto con personalidades de la talla de Peter Brook, Peter Weiss y Jerzy Grotowski.
En Costa Rica, fue director del Teatro Universitario entre 1963 y 1979, época trascendental para el desarrollo de la actividad teatral en Costa Rica, de la que Gallegos tuvo una participación determinante al ser el fundador y luego director de la Escuela de Artes Dramáticas de la Universidad de Costa Rica, entre 1969 y 1976 y de la cual es profesor emérito.
En 1990 ingresó como miembro de la Academia Costarricense de la Lengua, ocupando la silla L. Su primera novela, "El pasado es un extraño país", ganó el Premio Nacional Aquileo J. Echeverría en la rama de novela en 1994. Cuatro años después, en 1998, el Ministerio de Cultura de Costa Rica le homenajeó con el Premio Nacional de Cultura Magón, por su producción teatral, su narrativa y sus contribuciones a la cultura y el arte costarricense.
Falleció el 21 de marzo de 2018, en la ciudad de San José.

## Obra

### Novelas
- El pasado es un extraño país (1993)
- Punto de referencia (2000)
- Los días que fueron (2009)
- La marquesa y sus tiempos (2014)
- Conrad (2018) (Publicación póstuma)

### Teatro
- La casa (1966)
- Ese algo de Dávalos (1967)
- La colina (1968)
- En el séptimo círculo (1982)
- La casa y otras obras (1993)
- Una aureola para Cristóbal (1993)
- Ingrid Bergman vendrá a comer esta noche con nosotros.

## Premios
- 1984, Premio Áncora (teatro)
- 1992, Premio Áncora (teatro)
- 1994, Premio Nacional Aquileo J. Echeverría de novela por "El pasado es un extraño país".
- 1998, Premio Nacional de Cultura Magón.